# Lluís-Anton Baulenas i Setó
Lluís-Anton Baulenas i Setó (Barcelona, 21 de setembro de 1958) é um escritor,  e crítico literário, em catalão.
Antes de começar como um escritor, ele trabalhou como professor em uma escola particular e escolas secundárias. Depois deixou este trabalho e dedicou todo o seu tempo à escrita.  Seus primórdios literários são devido a campo teatro que fez o ator, diretor e autor. No entanto, o reconhecimento público veio principalmente como uma tarefa romancista. Ele ganhou os mais importantes prêmios de literatura catalã e foi traduzido para várias línguas.
Como tradutor, ele se adaptou aos textos catalão de Marguerite Yourcenar, Eugène Labiche, William Gibson, Eugene O'Neill, Jean Cocteau, Albert Camus y Boris Vian. O diretor Ventura Pons tornou-se Amor idiota em um filme de sucesso.

## Trabalho publicado

### Romance
- Qui al cel escup
- Neguit
- Sus Scrofa (porcs)
- Càlida nit
- Rampoines-451
- Noms a la sorra
- Alfons XIV, un crim d'estat
- Els caníbals
- El fil de plata
- La felicitat
- Amor d'idiota
- Per un sac d'ossos
- Àrea de servei (2007)
- El nas de Mussolini (2008)
- L'últim neandertal (2014)[3]
- La vostra Anita(2015)

### Teatro
- La ben calçada (amb Damià Barbany)
- No hi ha illes meravelloses
- Melosa fel
- El pont de Brooklyn
- Trist, com quan la lluna no hi és

### Livros infantis
- El gran màgic d'Oz: a la recerca d'un mateix

### Não-ficção
- Manual de llengua catalana per a ús i bon aprofitament dels estudiants de COU
- El català no morirà

### Filmografia
- 2001 -Anita no pierde el tren.  baseado em seu romanc Bones obres[4]
- 2004 - Amor idiota, baseado em seu romance de mesmo nome.[5]

## Prêmios e Reconhecimentos
- 1989 Prêmio Documenta por Càlida nit.
- 1998 Prêmio Carlomagno de novela por El fil de plata.
- 1999 Prêmio Serra d'Or por El fil de plata.
- 2000 Prêmio Prudenci Bertrana de novela por La felicitat.
- 2005 Prêmio Ramon Llull de novela por Per un sac d'ossos.
- 2008 Prêmio Sant Jordi de romance por El nas de Mussolini.